# Santa Emilia, Chiapas
Santa Emilia är en ort i Mexiko.   Den ligger i kommunen Escuintla och delstaten Chiapas, i den sydöstra delen av landet, 800 km sydost om huvudstaden Mexico City. Santa Emilia ligger 517 meter över havet och antalet invånare är 124.
Terrängen runt Santa Emilia är kuperad söderut, men norrut är den bergig. Runt Santa Emilia är det ganska tätbefolkat, med 78 invånare per kvadratkilometer. Närmaste större samhälle är Escuintla, 16,9 km väster om Santa Emilia. I omgivningarna runt Santa Emilia växer i huvudsak städsegrön lövskog.